# Organický jaderný reaktor

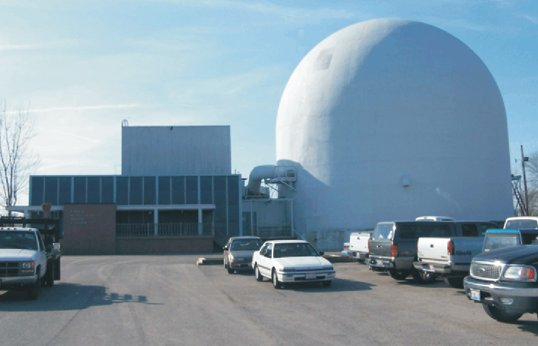
Jediným komerčně provozovaným organickým jaderným zařízením byla Piqua Nuclear Generating Station ve státě Ohio.

Organický jaderný reaktor nebo organicky chlazený reaktor (OCR) je typ jaderných reaktorů, ve kterých je využíváno organických kapalin, typicky uhlovodíkových látek jako jsou polychlorované bifenyly (PCB), pro chlazení a v menší míře i pro moderaci neutronů. Motivací pro vznik organických jaderných reaktorů byla zejména snaha vyvinout reaktory, ve kterých by docházelo ke korozivním jevům v mnohem menší míře než v případě chlazení a moderace vodou, čímž je možné dosáhnout použití dostupnějších materiálů a zjednodušení konstrukce reaktorů.

## Rozdíly oproti běžným jaderným reaktorům
V nejjednodušších prototypech organických reaktorů je chladivo pouze nahrazeno organickou kapalinou. Toho je nejsnadněji dosaženo, když je moderátor od chladiva oddělen, jako je tomu například v Britských reaktorech AGR a Kanadských reaktorech typu CANDU. V těchto případech je možno modifikací existujících reaktorů získat grafitem moderovaný, organicky chlazený reaktor a těžkou vodou moderovaný, organicky chlazený reaktor. Dalšími moderátory použitelnými v kombinaci s organickými chladivy jsou beryllium, oxid beryllnatý a hydrid zirkonia.
Největší výzkumný program ze Spojených států se nicméně zaměřil na organicky moderovaný a chlazený reaktor, který se v základu velmi podobna tlakovodnímu reaktoru (PWR), ve kterých se voda v aktivní zóně vždy nachází v kapalném skupenství, jelikož došlo jednoduše k nahrazení vody vhodným organickým materiálem. V tomto případě je tedy organický materiál chladivem i moderátorem, což přináší jistá omezení. Z provozního hlediska je to ale také to nejjednodušší řešení, které prošlo velkým vývojem ve Spojených státech, kde tlakovodní reaktory byly již běžnou technologií.
Dalším běžným typem reaktoru ve světě je také varný reaktor (BWR). V takovém reaktoru je voda pod nižším tlakem a je v aktivní zóně přivedena k varu. Je tak sice omezena provozní teplota, ale zařízení je jednodušší, jelikož není potřeba parního generátoru a s ním spojených potrubí a čerpadel. Tento typ reaktoru lze také transformovat v organicky moderovaný a chlazený, čemuž pomáhá i vlastnost vhodných organických tekutin, které se samy dokážou přehřát, když expandují do plynného stavu, což může zjednodušit konstrukci zařízení.

## Výhody a nevýhody organických chladiv a moderátorů

### Výhody
V konvenčních lehkou vodou chlazených reaktorech je vyvíjeno velké úsilí, aby se v reaktorech používané materiály nerozpustily, nebo nezkorodovaly ve vodě. Velké množství korozivzdorných materiálů totiž nejsou použitelné, neboť nejsou dostatečně pevné, aby vydržely vysoké tlaky, jsou nevhodné z hlediska radiačního poškození, nebo mají negativní vliv na neutronovou bilanci aktivní zóny reaktoru. To platí i pro palivové soubory, které jsou ve většině vodou chlazených reaktorů složeny z keramických tablet oxidu uraničitého v zikroniovém pokrytí.
Vybraná organická chladiva tento problém řeší, jelikož jsou hydrofobní a obecně nepřispívají ke korozi kovů. Proto jsou také často používána v antikorozivních činidlech. Snížení koroze dovoluje zjednodušení konstrukce mnoha částí reaktoru a palivové články už nevyžadují použití tak náročných materiálů. Ve většině případů organických jaderných reaktorů se palivo nacházelo ve formě kovového uranu pokrytého nerezovou ocelí nebo hliníkem.
Významnou bezpečnostní výhodou je, že na rozdíl od vody oleje nepřechází do plynného skupenství tak prudce jako voda a nehrozí tedy parní exploze, při které dochází k velkému nárůstu objemu páry spojeného s nárůstem tlaku. Dalším potenciálním zdrojem exploze ve vodou chlazených reaktorech je tvorba vodíku při reakci zahřátého zirkoniového pokrytí s vodou. Jelikož v organické reaktory toto pokrytí nevyužívají, je jediným zdrojem vodíku rozpad chemických vazeb chladiva. Množství a rychlost vzniku vodíku tímto způsobem jsou dobře předvídatelné a pravděpodobnost nahromadění vodíku je extrémně malá. Výše zmíněnými výhodami jsou výrazně sníženy požadavky na systém kontejnmentu, který tak může být projektován na nižší maximální tlak.

### Nevýhody
Použití organických chladiv a moderátorů skýtá i několik nevýhod. Mezi ně patří relativně malá měrná tepelná kapacita a s tím spojená nižší schopnost přenosu tepla, která je oproti vodě zhruba poloviční, což zvyšuje průtoky chladiva potřebné pro odvedení stejného množství energie. Dalším problémem organických chladiv a moderátorů je, že se při vysokých teplotách dochází k jejich rozkladu. I přes rozsáhlý výzkum bylo nalezeno pouze několik chladiv stabilních při provozních teplotách a neočekává se, že by nějaká látka byla schopna vydržet dlouhodobý provoz při teplotách nad 530 °C. Většina ze zvažovaných organických sloučenin je také hořlavá a některé jsou i toxické, čímž vyvstávají nejen bezpečností problémy, ale i obavy týkající se jejich úniku do životního prostředí.
Dalším problémem olejových moderátorů je vzrůst moderační schopnosti s klesající teplotou. To znamená, že ohřátím moderátoru dojde ke snížení moderační kapacity, poté ke snížení výkonu reaktoru a k jeho ochlazení. Běžně je toto velmi důležitá bezpečnostní funkce. Nicméně, v případě olejového moderátoru je záporný teplotní koeficient tak vysoký, že může dojít k prudkému ochlazení. Není tak možné s takovými reaktory provádět příliš rychlé změny výkonu, například pro vyrovnávání poptávky v elektrické síti.
Zdaleka největším problémem uhlovodíků je jejich náchylnost k radiolýze. Na rozdíl od termolýzy, při které vznikají lehčí uhlovodíky, při radiolýze vzniká mnohem širší spektrum produktů. Voda také podléhá radiačnímu rozkladu, ale její produkty jsou vždy vodík a kyslík, které následně rekombinují zpět ve vodu. Produkty rozpadu olejů nebylo možné rekombinovat a musely být odstraňovány.
Pro vědce byla velmi znepokojující i reakce, při které dochází k polymerizaci produktů radiolýzy do větších molekul. Předpokládalo se, že by tyto nově vzniklé sloučeniny mohly vytvářet shluky uvnitř reaktoru, zejména v chladicích smyčkách, a mohly by mít významný negativní efekt na provoz reaktoru. Byly to právě produkty polymerizace přichytávající se na pokrytí paliva, které vedly k odstavení reaktoru v Piqua po pouhých 3 letech provozu.

## Historie

### První experimenty
Teoretický výzkum organicky chlazených reaktorů byl proveden mezi lety 1953 a 1956 v Argonne National Laboratory. Součástí této práce byla studie potenciálu bifenylových chladiv. V letech 1956 až 1975 byla firmou Aerojet provedena studie na rychlost vyhořívání polyfenylových chladiv a v následujících letech Hanford Atomic Products provedly několik studií na ozařování polyfenylu.
V roce 1955 začala společnost Monsanto provoz jedné chladicí smyčky v Brookhaven Graphite Research Reactor pro studium přestupu tepla a v roce 1958 začala zvažovat studii varných difenylových smyček. Firma Atomic Energy of Canada Limited začala ve stejnou dobu provádět podobné studie se záměrem zkonstruovat zkušební reaktor.
Podobný program byl započat v padesátých letech v Harwellu ve Spojeném království. Tento program se brzy zaměřil na radiační poškození organických sloučenin, zejména polyfenylů. Okolo roku 1960 započal Euratom studie, které byly součástí jejich projektu ORGEL. Podobný ale oddělený projekt byl veden v Itálii pod vedením Comitato Nazionale per l'Energia Nucleare (CNEN), ale jejich projekt PRO nebyl nikdy postaven. V Dánsku byla také provedena studie zvažující těžkou vodou moderovaný reaktor.

### Významné experimenty
Prvním dokončeným organicky chlazeným a moderovaným reaktorem byl Organic Moderated Reactor Experiment (OMRE) v Idaho National Laboratory. Jeho stavba začala v roce 1955, kritičnosti dosáhl v roce 1957. Jako chladivo a moderátor v něm bylo použito terfenylů a jeho provoz byl obecně přijatelný. Reaktor produkoval 15 MW tepelné energie a byl v provozu pouze do roku 1963. Aby se otestovaly různé druhy paliva, chladiva a rozdílné provozní teploty od 260 do 370 °C, aktivní zóna byla za tuto dobu třikrát přestavěna. V plánu byla i výstavba většího 40 MW reaktoru s terfenylovým chladivem a moderátorem (Exeprimental Organic Cooled Reactor – EOCR) jako nástupce OMRE. Jeho výstavba začala v roce 1962, ale nikdy do něj nebylo zavezeno palivo, jelikož se Atomic Energy Commision zaměřila hlavně na lehkovodní reaktory.
Dalším významným reaktorem byl komerční prototyp Piqua Nuclear Generating Station, postaven v Piqua ve státě Ohio v roce 1963. Stejně jako OMRE, i tento reaktor používal terfenyly jako chladivo, měl však výkon srovnatelný s EOCR. Ze 45 MW tepelného výkonu vyráběl 15 MW elektrické energie. Palivem byl na 1,5 % obohacený kovový uran ve formě trubiček pokrytých žebrovanými povlaky z hliníku. V provozu byl pouze do roku 1966, kdy byl odstaven kvůli vrstvám radiačně degradovaného chladiva, které se usazovaly na palivu.
Nejvýkonnějším organickým reaktorem byl Kanadský WR-1 s 60 MW tepelného výkonu. Stavět se začal v roce 1965 v nově založených Whiteshell Laboratories v provincii Manitoba a kritičnosti dosáhl o rok později. WR-1 byl moderován těžkou vodou a chlazen terfenyly a netrpěl problémy s rozkladem chladiva jako v případě reaktorů ze Spojených států. V provozu byl do roku 1985, kdy už bylo užití těžké vody jako moderátoru i chladiva standardem a nebyla tak potřeba vyvíjet organický reaktor.
Přestože i několik evropských států pracovalo na vývoji organický reaktorů, pouze Sovětský svaz jeden postavil. Práce na 5 MW reaktoru Arbus začala v roce 1963 v Melekess a reaktor byl v provozu do roku 1979. Arbus vyráběl 750 kW elektrické energie.  V roce 1979 byl přestavěn na reaktor AST-1 a dodával 12 MW průmyslového tepla až do roku 1988.

### Obnovený zájem
Indičtí představitelé opakovaně vyjádřili svůj zájem na obnovení konceptu organických reaktorů. Indie původně obdržela materiály ke CANDU reaktorům v době provozu reaktoru WR-1. Pro snížení provozních nákladů tak došlo k několika oživením konceptu reaktoru WR-1. Panuje obecné přesvědčení, že je možné sestrojit plně funkční systém čištění organického chladiva, a proto byl v této oblasti zahájen vývoj. Nicméně do roku 2020 žádný takový experimentální systém nebyl postaven.